# Gangsta-Rap

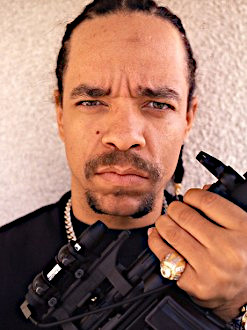
Ice-T, inoffizieller Stammvater des Gangsta-Rap

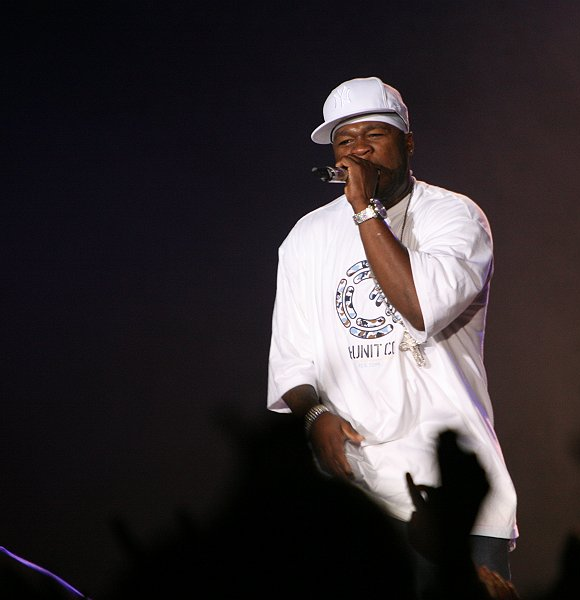
50 Cent, einer der kommerziell erfolgreichsten Gangsta-Rapper

Gangsta-Rap ist ein Genre der Rapmusik, das gewaltorientiert und (mittlerweile) klischeehaft das Lebensumfeld eines Gangsters – im Sinne von „Mitglied einer (Jugend-)Gang“ – beschreibt. Der Ausdruck „Gangsta-Rap“ ist dabei normalerweise dem Hip-Hop der Westcoast und der Südstaaten vorbehalten, inhaltlich und stilistisch ähnlicher Eastcoast Hip-Hop wird als Hardcore-Rap bezeichnet.
Hip-Hop entstand in den Ghettos der US-amerikanischen Großstädte, und so waren die dort gegenwärtigen sozialen Probleme wie Gewalt und Drogen von Beginn an wichtiger Teil der Liedtexte. In den frühen Stadien des Hip-Hop wurden die Texte sehr kritisch und distanziert angenommen, auch weil sich die Inhalte in Soul-Produktion der 1970er bereits ankündigten und nicht verstanden wurden. Gangsta-Rap hingegen konzentriert sich ausschließlich auf jenen kriminellen Bereich des Lebens und glorifiziert dabei die einzelnen Aspekte wie den Drogenhandel, Zuhälterei, Mord, aber auch (soziale) Ungerechtigkeit. Der Stil, in dessen Sprechgesang in der Regel die Vulgärsprache eine kennzeichnende Rolle spielt, ist das bisher kommerziell erfolgreichste Subgenre des Hip-Hops und war besonders Mitte und Ende der 1990er die in den Charts dominierende Hip-Hop-Untergruppe. Erst seit der Jahrtausendwende wandten sich viele Künstler vom Gangsta-Rap ab und integrierten stärker Elemente konventioneller Popmusik, ebenso, wie sie versuchten, ein familienfreundlicheres Image aufzubauen.

## Kontroverse
Die Themen des Gangsta-Rap haben zu einer Vielzahl heftiger Kontroversen geführt, die zum einen die Öffentlichkeitswirksamkeit und damit Verkaufsträchtigkeit des Genres erhöhten, andererseits aber dafür sorgten, dass Hip-Hop nie als Hauptstil anerkannt wurde. Kritisiert wurde am Stil die Gewaltverherrlichung, Homophobie, Misogynie, Rassismus sowie die Verherrlichung von Drogenkonsum und insbesondere Drogenhandel. Die betroffenen Rapper selbst behaupten meist, sie würden einzig das Leben in den US-Ghettos ungeschönt beschreiben. Sie selbst würden die Botschaften nicht als Person meinen, sondern nur eine künstlerische Rolle einnehmen.
Angesichts der Tatsache, dass das Publikum des Genres überwiegend aus weißen Mittelklassejugendlichen besteht, wurden gegen die Interpreten selbst Vorwürfe erhoben, sie würden ähnlich wie in früheren Blackface-Darstellungen nur das Klischee des Schwarzen bedienen, indem sie ihn zur Belustigung der Weißen als unkultiviert und ignorant darstellten.

## Ursprünge
Als Begründer des Genres gilt Schoolly D aus Philadelphia, der 1985 die Single P.S.K. – What Does It Mean? vom Album Schoolly-D veröffentlichte. Diese inspirierte Ice-T aus Los Angeles zu seinem Song 6 in the Mornin' (1986), der den Gangsta-Rap in die breite Öffentlichkeit brachte und damit unzählige weitere Rapper beeinflusste. Andere Künstler wie Eazy-E, Kool G Rap oder N.W.A trugen entscheidend zur Entwicklung des Genres bei. Andere wichtige Einflüsse waren der politische und aggressive Stil von Public Enemy, Ice Cube oder Boogie Down Productions sowie die eher einen poetischen Gangster-Stil zelebrierenden Iceberg Slim oder Hustler's Convention.
Obwohl einige von ihnen von der Ostküste stammten, wird der Gangsta-Rap als Phänomen des Westcoast-Hip-Hops angesehen, da der Einfluss insbesondere von Ice-T und N.W.A prägend war. Besonders von Kool G Raps Stil wurden die späteren Mafioso-Raps beeinflusst, wie sie sich ab 1995 in den Veröffentlichungen von Raekwon, AZ oder Mobb Deep zeigten.

### Hip-Hop zieht zur Westküste, Gangsta-Rap wird populär
Bis in die späten 1980er hinein prägte die Ostküste, insbesondere New York City, maßgeblich die Hip-Hop-Szene. Westcoast-Hip-Hop war wenig mehr als eine Randerscheinung, die vom tanzlastigen Electro mit Gruppen wie Egyptian Lover oder der World Class Wreckin’ Cru ausging, aus deren Mitgliedern später N.W.A hervorging.
Neben den national bekannten Electrohoppern erspielten sich Pioniere des Hardcore-Raps wie Ice-T Anerkennung im Untergrund von Los Angeles. Eine frühe Szene breitete sich aus, zu der Too $hort (aus Oakland) und andere aus Compton und Watts (Stadtteile von Los Angeles), San Francisco und San Diego gehörten.
Aus dem Untergrund hinaus kam der Gangsta-Rap Ende der 1980er. Das 1988er Album Straight Outta Compton von N.W.A wurde national bekannt und berüchtigt. Mit ihm begann auch die erste öffentliche Diskussion des Themas, als die Band aufgrund des Songs Fuck Tha Police einen Brief des FBI bekam, der den Track heftig kritisierte.

## Gangsta-Rap in den 1990er Jahren

### G-Funk und Death Row Records
Seit dem ersten Erfolg und der ersten Kontroverse durch N.W.A begann die Westcoast-Szene sich zu etablieren. 1992 veröffentlichte das ehemalige N.W.A.-Mitglied Dr. Dre The Chronic. Das Album war ein Erfolg, erweiterte den Erfolg von Death Row Records und markiert den Beginn des G-Funk-Stils. Intensiv Funk-Klassiker samplend, insbesondere der Bands Parliament und Funkadelic, war G-Funk vielschichtige, aber dennoch eingängige und tanzbare Musik, deren anti-autoritäre Texte halfen, viele Jugendliche als Fans zu gewinnen.
Einer der größten Stars des Genres wurde Snoop Doggy Dogg mit seinem 1993er Album Doggystyle. Der ursprünglich aus New York stammende Tupac Shakur wurde einer der größten Stars, die der Westcoast Hip Hop je hatte. Beide veröffentlichten auf Death Row Records, das Dr. Dre und Suge Knight gehörte.

### Der Aufstieg von Bad Boy Entertainment
Der Eastcoast Hip Hop begann, den neuen Stil verstärkt aufzunehmen. Black Moon (Enta da Stage, 1993), Nas (Illmatic, 1994), Notorious B. I. G. (Ready to Die, 1994), Mobb Deep (The Infamous, 1995), waren neue Stars an der Ostküste. Insbesondere P. Diddys Bad Boy Entertainment, auf denen auch Notorious B. I. G. veröffentlichte, begann die Rapper von der Westküste in den Charts zu übertreffen, während Gangsta-Rap als Genre weiterhin kommerziell expandierte. Die Auseinandersetzung East Coast vs. West Coast, die besonders zwischen Death Row und Bad Boy eskalierte, endete schließlich nach den Morden an Tupac Shakur (Death Row) und Notorious B. I. G. (Bad Boy). Death Row überlebte die Auseinandersetzung nicht, die Künstler wie Snoop Dogg verließen das Label. Death Row selbst sah sich einer ganzen Reihe von Gerichtsverfahren ausgesetzt. Bad Boy überlebte, wenn auch angeschlagen. Puff Daddy wandte sich verstärkt einem Mainstream-kompatibleren poppigeren Sound und angepassterem Image zu.

### Gangsta-Rap im Süden und mittleren Westen
Auch nachdem Notorious B.I.G. und 2Pac ermordet worden waren, blieb Hip-Hop insgesamt erfolgreich, die Szene allerdings befand sich im Umbruch. Wichtige Labels mussten ihre Strukturen ändern oder gingen ganz pleite. Andere Szenen aus anderen Gegenden begannen in der Hip-Hop-Landschaft einflussreich zu werden.
Atlanta, Georgia etablierte sich als erstes neues Zentrum mit Goodie Mob oder OutKast. Viele Künstler aus der Down-South-Szene folgten in ihrem Fahrwasser. Gangsta-Rap blieb dabei die kommerziell erfolgreichste Variante. Der in Atlanta geborene Produzent Jermaine Dupri entdeckte die Teenage-Rapper Kris Kross (Totally Krossed Out; 1992) und später weitere Künstler, die er für sein So-So-Def-Label rekrutierte. Obwohl größtenteils auf Pop und R 'n' B spezialisiert, gehörten dazu auch Gangsta-Rapper wie Da Brat. Der erfolgreichste Gangsta-Rapper aus den Südstaaten war Ludacris, der allerdings bei Def Jam unter Vertrag stand.
In New Orleans etablierten sich No Limit Records von Master P und Cash Money Records. Beide erreichten ansehnliche Verkaufszahlen, obwohl sie weder von der Kritik noch in der Szene sehr ernst genommen wurden. No Limit begann 1994 mit Master Ps The Ghetto Is Trying to Kill Me, Silkk the Shocker und C-Murder. Erst später konnten Bands wie Mystikal auch den Ruf des Labels verbessern, da sie auch als Künstler ernst genommen wurden.

### Akzeptanz im Mainstream
Obwohl schon vorher kommerziell sehr erfolgreich, wurde Gangsta-Rap und Hip-Hop allgemein noch als Subkultur und Nischenphänomen wahrgenommen, das außerhalb des Pop-Mainstreams lag. Besonders aber mit dem Aufstieg von Bad Boy Records wandelte sich der Stil der Musik: Das Genre begann die Charts zu beherrschen und ein fester Teil des Pop-Mainstreams zu werden. Notorious B.I.G. war einer der Pioniere dieser Bewegung. Als Erster begann er Alben zu produzieren, die die älteren düsteren Erzählungen und Raps des Gangsta-Raps aufgriffen und sie über poppige, saubere und tanzbarere Beats zu legen, die speziell auf das Pop- und Club-Publikum zugeschnitten waren.
Nach B.I.G.s Tod setzte Puff Daddy diesen Weg fort. Referenzen zu Gewalt, Waffen, Drogenhandel und das Leben im Ghetto blieben in den Texten, die Produktion war aber sauberer, oft auch unkomplizierter, der massive Einsatz von Samples wurde oft durch Coverversionen bekannter Pop-Hits ersetzt, die Musik begann sich mehr dem Pop-Geschmack des Publikums anzupassen. Beispiele dieser frühen Produktionen waren die letzten Aufnahmen von Notorious B.I.G. (Mo Money Mo Problems) oder Ma$e (Feels So Good). Andere Rapper, die nicht bei Bad Boy unter Vertrag waren, schlossen sich dem an: Jay-Z (Can I Get A…) oder Nas (Street Dreams). Bekannt wurde der spezielle Stil als Shiny-Suit-Stil nach den Anzügen, die Puff Daddy zu dieser Zeit trug und die im Licht anfingen zu glänzen.
Ähnlich gingen auch Master und No Limit sowie das neue Label Cash Money Records in den Südstaaten vor. Durch den Cash-Money-Rapper Lil Wayne, gemeinsam mit The B.G., wurde die Phrase Bling-Bling populär; Gangsta-Rap dieser Zeit beschrieb nicht mehr das harte Leben in den Ghettos, in dem der Rapper sich im Prinzip gegen seine Umgebung wehren musste, sondern glorifizierte den materiellen Erfolg, den er dabei erlangen konnte. Materieller Hedonismus und das offensive Zurschautragen von Statussymbolen wie Schmuck, Goldketten, teure Kleidung oder Frauen gehörten zum neuen Stil.
Die Zeit um die Jahrtausendwende, als der Musikstil besonders erfolgreich war, brachte ungeahnte Chart-Erfolge; Hip-Hop-Enthusiasten erinnern sich aber ungern an sie, da sie künstlerisch kaum produktiv war. Gleichzeitig mit dem Aufkommen des Shiny-Suit-Stils begann auch eine starke Wiederbelebung der Alternative- und Untergrund-Szenen im Hip-Hop.
Die Pop- und Hedonismus-beeinflusste Schule ist weiterhin erfolgreich geblieben. Viele Künstler wie Ja Rule oder Jay-Z versuchen nun den Spagat zwischen ihrer dem Stil eher kritisch gegenüberstehenden Hip-Hop-Szene und dem Mainstream-Publikum. Der Einfluss des Westcoast Hip-Hop auf die Szene an der Ostküste begann ebenfalls fühlbarer zu werden.

## Hardcore-Rap an der Ostküste
Obwohl sich der weichere pop-beeinflusste Sound zunächst kommerziell durchzusetzen begann, entwickelte sich auch die härtere Spielart insbesondere an der Ostküste der USA weiter. Der ursprünglich aus Baltimore stammende DMX baute auf den Platten von Nas, dem Wu-Tang Clan und 2Pac auf und brachte seinen 1998er Veröffentlichung It's dark and Hell is hot auf Platz 1 der Charts, was der New Yorker Hardcore-Rap-Szene entscheidenden Auftrieb verlieh.
Der mit Abstand erfolgreichste Rapper im klassischen Gangsta-Rap-Stil ist aber 50 Cent, der nach seiner Vertragsunterzeichnung bei Eminems Shady Records zum weltweiten Superstar wurde, bevor er selbst vom Stil her ähnliche Künstler wie Lloyd Banks oder Game produzierte. Obwohl nicht ganz frei von Konzessionen an den nun herrschenden Pop-Sound veröffentlichte 50 Cent wieder deutlich düstere und härtere Produktionen, denen aber trotzdem der regelmäßige Sprung in die internationalen Chart-Top-Platzierungen gelang.